# Daphne Caruana Galizia
Pour les articles homonymes, voir Caruana, Galizia et Vella.
Daphne Caruana Galizia, née Daphne Anne Vella le 26 août 1964 à Sliema (Malte) et morte assassinée le 16 octobre 2017 à Bidnija, est une journaliste d'investigation et blogueuse maltaise.
Elle accède à la notoriété pour ses enquêtes et révélations d'informations sensibles, notamment sur la corruption. Elle est tuée le 16 octobre 2017 à Bidnija, lors de l'explosion de sa voiture piégée.

## Biographie

### Jeunesse et études
Daphne Anne Vella naît à Sliema de Michael Alfred Vella et de Rose Marie Vella, née Mamo. Elle étudie au couvent St. Dorothy à Mdina et au collège St. Aloysius à Birkirkara. Elle fréquente l'université de Malte en tant qu'étudiante adulte et obtient un bachelor en archéologie en 1997.

### Journaliste
Journaliste depuis 1987, Daphne Caruana Galizia est chroniqueuse régulière au Times of Malta et rédactrice adjointe au Malta Independent, puis travaille pour le magazine Taste & Flair.

### Blogueuse
Daphne Caruana Galizia se lance ensuite dans la rédaction d'un blog controversé et très populaire à Malte, dans lequel elle attaque différentes personnalités maltaises. En 2013, elle est arrêtée pour ne pas avoir respecté le devoir de réserve la veille des élections générales, mais elle est relâchée peu après. En 2016, elle publie des informations sur l'implication de Konrad Mizzi et Keith Schembri dans le scandale des Panama Papers. Politico la classe comme une des « 28 personnalités qui font bouger l’Europe », la décrivant comme « un WikiLeaks entier en une seule femme, en croisade contre le manque de transparence et la corruption à Malte, ».
En 2017, dans le cadre du scandale des Malta Files, elle prétend que l'entreprise maltaise Egrant, qui apparaît dans les Panama Papers, appartient à Michèle Muscat, épouse du Premier ministre Joseph Muscat. Elle l'accuse notamment d'avoir ouvert un compte au Panama pour y abriter des pots-de-vin versés par l'Azerbaïdjan, en échange de l'autorisation donnée à une banque azérie, la Pilatus Bank, de travailler à Malte. Ce scandale entraîne la tenue de nouvelles élections, qui ne causent cependant pas la chute du gouvernement.
Elle est l'objet de plusieurs menaces (tentative d’incendie, chien égorgé ou encore voiture brûlée).

### Vie privée
Mariée à l'avocat Peter Caruana Galizia, arrière-petit-fils d'Antonio Annetto Caruana, Daphne Caruana Galizia est mère de trois fils.

## Assassinat

### Circonstances
Le 16 octobre 2017, aux environs de 15 h, Daphne Caruana Galizia est tuée dans l'explosion de son véhicule piégé, une Peugeot 108, près de son domicile à Bidjina, alors qu’elle avait rapporté deux semaines auparavant avoir reçu des menaces de mort. L'explosion a pulvérisé le véhicule, projeté et éparpillé en plusieurs morceaux dans les champs en face de la route.
Le meurtre a lieu une demi-heure après avoir publié un article sur son blog dans lequel elle a écrit « Il y a désormais des escrocs partout où vous regardez. La situation est désespérée » et a nominalement accusé d'escroquerie Keith Schembri, chef de cabinet du ministre de l’énergie, Konrad Mizzi.

### Réactions

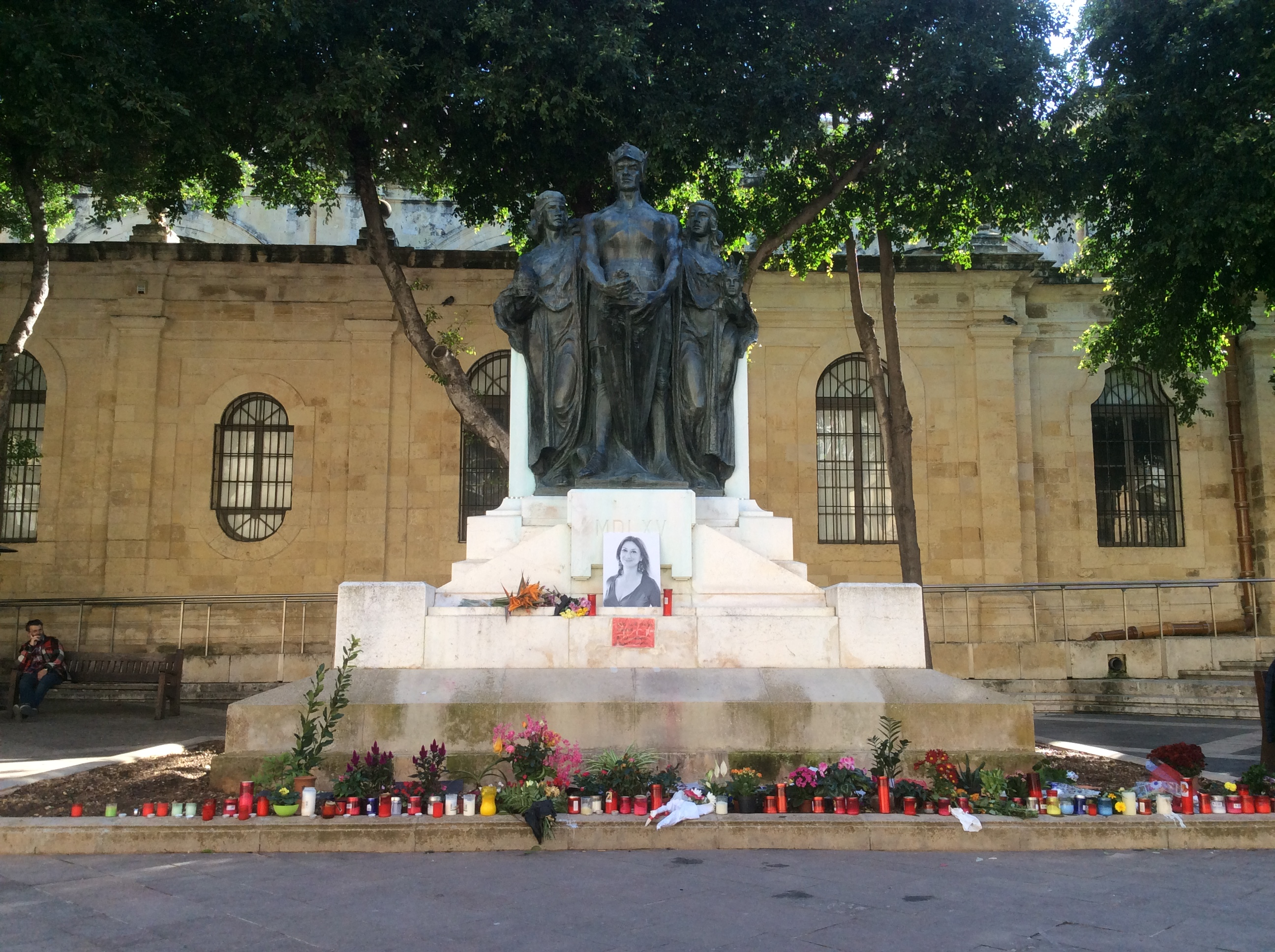
Mémorial improvisé avec fleurs, bougies et hommages divers laissés au pied du monument du Grand Siège, devant le palais de justice de La Valette.

Le soir de sa mort, plusieurs milliers de personnes se réunissent pour une veillée funèbre. Le lendemain, un rassemblement de quelques dizaines de personnes a lieu devant le tribunal de La Valette pour réclamer justice.
Divers politiciens maltais, certains ayant été accusés dans son blog, dénoncent ce qu’ils appellent « une attaque barbare » (Joseph Muscat) et « un meurtre politique » (Adrian Delia, dirigeant du parti nationaliste). La Commission européenne se dit horrifiée et réclame que justice soit faite,. Le Parti populaire européen se dit préoccupé par la situation à Malte concernant la lutte contre la corruption, l'évasion fiscale et la liberté de presse. Pour Reporters sans frontières, cet assassinat « fait plus penser à la Russie de [Vladimir] Poutine qu’à l’Union européenne », où les meurtres politiques ou mafieux de journalistes sont « rarissimes ».

### Funérailles

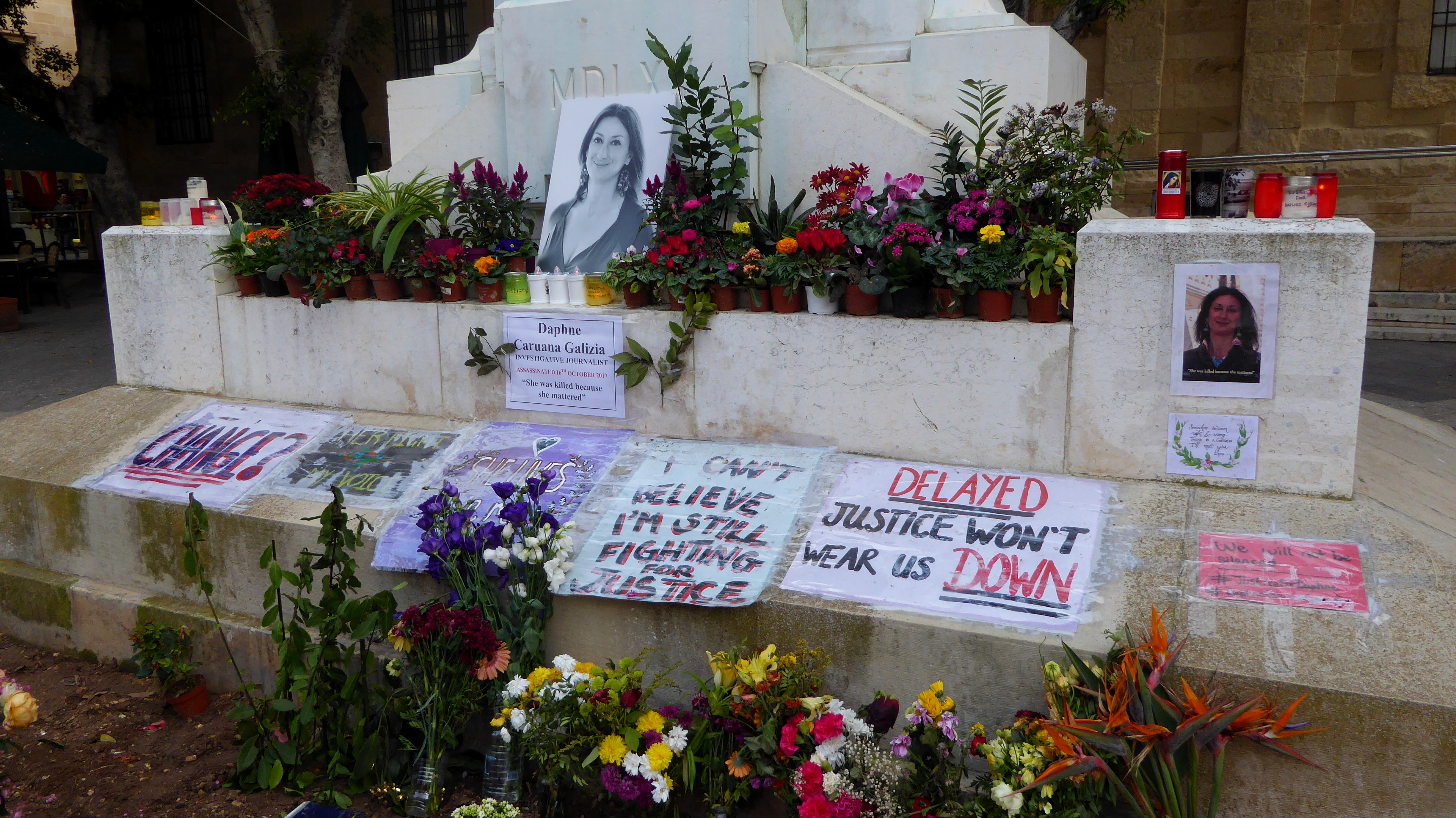
Vue de près du mémorial improvisé.

Les restes de Caruana Galizia sont rendus à la famille le 27 octobre 2017 et des funérailles publiques ont lieu le 3 novembre 2017 à la rotonde Sainte-Marie-de-l'Assomption de Mosta avant un enterrement privé. La journée a été décrétée jour de deuil national à Malte. Les funérailles ont été présidées par l'archevêque de Malte, Charles Scicluna, qui dans son homélie dit aux journalistes « de ne jamais se lasser de leur mission d'être les yeux, les oreilles et la bouche du peuple ».
La présidente Marie-Louise Coleiro Preca et le Premier ministre Joseph Muscat n'ont pas assisté aux funérailles car la famille de Caruana Galizia avait exprimé qu'ils n'étaient pas les bienvenus. Le chef de l'opposition, Adrian Delia, n'y assista pas non plus. Parmi les participants de l'enterrement, il y eut : Silvio Camilleri, juge en chef de Malte ; Antonio Tajani, président du Parlement européen ; Harlem Désir, représentant de l'OSCE pour la liberté des médias ; Eddie Fenech Adami, ancien président de Malte (2004-2009) ; Lawrence Gonzi, ancien Premier ministre de Malte (2004-2013) ; et Simon Busuttil, ancien dirigeant du Parti nationaliste (2013-2017).

### Enquête officielle
Le soir du 16 octobre, le Premier ministre Joseph Muscat ordonne aux forces de l'ordre maltaises de concentrer tous leurs moyens pour retrouver les assassins. Il demande également l'aide du FBI, qui accepte d'envoyer des agents. La famille de Daphne Caruana Galizia obtient que la magistrate qui aurait dû diriger l'enquête se récuse, car elle avait plusieurs fois été visée par les révélations de la blogueuse assassinée. Le 21 octobre 2017, le gouvernement maltais promet une récompense d'un million d'euros à quiconque apporterait des informations permettant de résoudre le meurtre.
Le 4 décembre 2017, dix personnes, toutes Maltaises, sont arrêtées par la police maltaise, après une enquête menée en collaboration avec le FBI, Europol et la police finlandaise. La police maltaise, en coopération avec les forces armées et le Malta Security Service procèdent à interpellation et postent sur YouTube la vidéo. Le 5 décembre, 3 d'entre eux, Vincent Muscat et les frères George et Alfred Degiorgio, sont accusés d'avoir fabriqué la bombe, sont inculpés et maintenus en détention.
Les enquêteurs estiment qu’elle a été suivie. Une « petite voiture blanche » a été repérée à plusieurs reprises avant le meurtre sur un site d'observation du quartier de la famille Caruana Galizia, à Bidnija. Le jour de l’assassinat, cette voiture blanche a été vue mais sans occupant et n’a plus jamais été remarquée après. Des tests ADN ont permis d’identifier celui d’Alfred Degiorgio sur un mégot de cigarette trouvé sur les lieux. L’explosion a été déclenchée par un SMS envoyé d’un téléphone portable Nokia 105 à un autre appareil lié à la bombe. Les deux numéros des portables ont été créés en 2016. Ils n’ont échangé qu’en trois occasions depuis 2016. L’appareil émetteur du signal a été allumé le 16 octobre 2017. Il s’est déplacé autour de l’île toute la journée, suggérant une localisation sur un bateau longeant les côtes de Malte. La police maltaise est convaincue que les trois inculpés ont été prévenus avant leur arrestation et ont jeté leurs téléphones portables à la mer.
Daphne Caruana Galizia ne s’est jamais préoccupée des deux frères Degiorgio, ni de Vincent Muscat, et n’avait jamais écrit sur eux.
Le 18 novembre 2018, le journal maltais Sunday Times of Malta annonce que la police se trouve à un « stade très avancé » de l'enquête et qu'elle aurait identifié les trois commanditaires, trois ressortissants maltais, sans pour autant connaître les raisons exactes du meurtre. L'identité des suspects n'est pas dévoilée dans la presse à ce stade.
En novembre 2019, un chauffeur de taxi, Melvin Theuma, est arrêté pour blanchiment d'argent. Il assure alors à la police qu'il est mêlé à l'assassinat de Caruana Galizia, où il aurait servi d'intermédiaire, et demande à collaborer avec l'enquête en l'échange de l'immunité.
Le 20 novembre 2019, un homme d'affaires nommé Yorgen Fenech est arrêté sur son yacht dans le cadre de l'enquête, alors qu'il tentait de fuir Malte, car il est soupçonné d'être le commanditaire du meurtre. Il a été dénoncé par un homme arrêté la semaine précédente, qui avait servi d'intermédiaire dans l'assassinat, en échange de l'immunité et de l'anonymat, celui dont on apprendra plus tard qu'il s'agit de Theuma. Fenech est le directeur d'Electrogas, qui avait remporté en 2013 un contrat de plusieurs millions d'euros avec l'État maltais pour la construction d'une centrale électrique au gaz, et le propriétaire de 17 Black, une société basée à Dubaï, à propos de laquelle Daphne Caruana Galizia avait écrit, en affirmant qu'elle était connectée à des hommes politiques maltais : notamment le Ministre de l’Énergie de l'époque (et Ministre du Tourisme au moment de l'arrestation de Fenech) Konrad Mizzi, et au chef du cabinet du Premier ministre toujours en poste au moment de l'arrestation, Keitch Schembri, qui auraient reçu plusieurs milliers d'euros par jour via des sociétés panaméennes, en échange de services non-précisés (ce qui avait été déjà révélé au cours des Panama Papers).
Le 1er décembre 2019, le Premier ministre Joseph Muscat, soupçonné d'ingérence dans l'enquête — il aurait poussé le gouvernement à refuser à Yorgen Fenech la grâce en échange de laquelle celui-ci promettait de dire « tout ce qu'il sait » —, annonce qu'il démissionnera après la désignation d'ici le 12 janvier de son successeur.
Le 22 juillet 2020, Melvin Theuma, l'homme soupçonné d'avoir servi d'intermédiaire dans l'assassinat de Caruana Galizia et qui avait dénoncé Fenech en échange de l'immunité, est retrouvé par son avocat baignant dans une mare de sang mais encore vivant, chez lui à La Valette où il vit sous protection policière. Il doit être opéré en urgence, et se trouve encore dans un état critique ensuite. Selon la police, il s'agit d'une tentative de suicide.
Le 23 février 2021, à la suite des aveux de Vincent Muscat en plein procès - qui plaide coupable et qui est alors condamné à 15 ans de prison le jour-même - Jamie Vella et Robert Agius qui avaient déjà été arrêtés en décembre 2017 car ils étaient suspectés d'avoir fabriqué la bombe, mais relâchés ensuite, sont à nouveau arrêtés par la police. Le lendemain, 24 février, ils sont inculpés de complicité de meurtre. Le commissaire de police de Malte, Angelo Gafa, déclare alors : "Nous sommes en mesure aujourd'hui de dire qu'au regard des éléments en notre possession sur le meurtre de Daphne Caruana Galizia, toutes les personnes impliquées - auteurs ou complices - sont aujourd'hui arrêtées et inculpées par le tribunal".

### Enquête Daphne du réseau Forbidden Stories
Selon les enquêteurs du projet Daphne (du réseau Forbidden Stories, un consortium international de journalistes), la journaliste assassinée avait dénoncé les liens de Christian Kälin et Joseph Muscat, Premier ministre de Malte. Christian Kälin vend la nationalité maltaise à des personnes fortunées.
Pour un peu plus de 1 million d’euros, l’île de Malte vend la nationalité maltaise, et la citoyenneté de l'Union européenne, ce qui permet d’échapper aux sanctions internationales et de profiter d’une fiscalité très favorable. Daphne Caruana Galizia a dénoncé la mise en place en 2013 par le gouvernement travailliste maltais d’un programme de vente de passeports calqué sur le modèle caraïbe à Saint-Kitts-et-Nevis ou à Antigua-et-Barbuda.
Les passeports maltais ont rapporté au cabinet Henley & Partners, qui emploie environ 300 personnes, près de 20 millions d’euros en quatre ans selon des données issues de rapports publics.
Avant l’assassinat de la journaliste, des échanges de mails entre Christian Kälin et Joseph Muscat, publiés par Daphne Caruana Galizia, ont montré que les deux hommes s’étaient entendus pour que le cabinet d'avocats Henley & Partners menace la journaliste de poursuites au Royaume-Uni si elle continuait d’écrire sur la compagnie.
Christian Kälin est aussi soupçonné d’être intervenu au cours d'élections aux Caraïbes pour faire élire des personnes favorables à ses affaires. Des courriels montrent qu’il a soutenu un candidat d’opposition à Saint-Vincent-et-les-Grenadines en lui promettant « des investissements » en cas de victoire aux élections de 2010.
Deux témoins anonymes ont affirmé aux journalistes du « Projet Daphne » que le ministre de l’économie maltais, Chris Cardona, avait été vu dans le bar Ferdinand’s, à Siggiewi au centre de l’île de Malte avec l’un des assassins supposés, quelques semaines après le meurtre.

### Enquête en France
En décembre 2019, Reporters sans frontières et la famille Caruana Galizia déposent plainte, en France, contre l'homme d'affaires Yorgen Fenech qui possède des hôtels et une écurie de chevaux de course en France, l'ex-chef de cabinet du Premier ministre maltais, Keith Schembri, et l'ancien ministre du Tourisme Konrad Mizzi, pour « complicité d'assassinat » et « corruption ». Le 12 février 2020, le parquet national financier français ouvre une enquête en lien avec l'assassinat de Daphne Caruana Galizia.

### Procès
Le 23 février 2021, Vincent Muscat, un des hommes soupçonnés d’être un exécutant est condamné à 15 ans de prison. 

## Honneurs et hommages

### Hommages

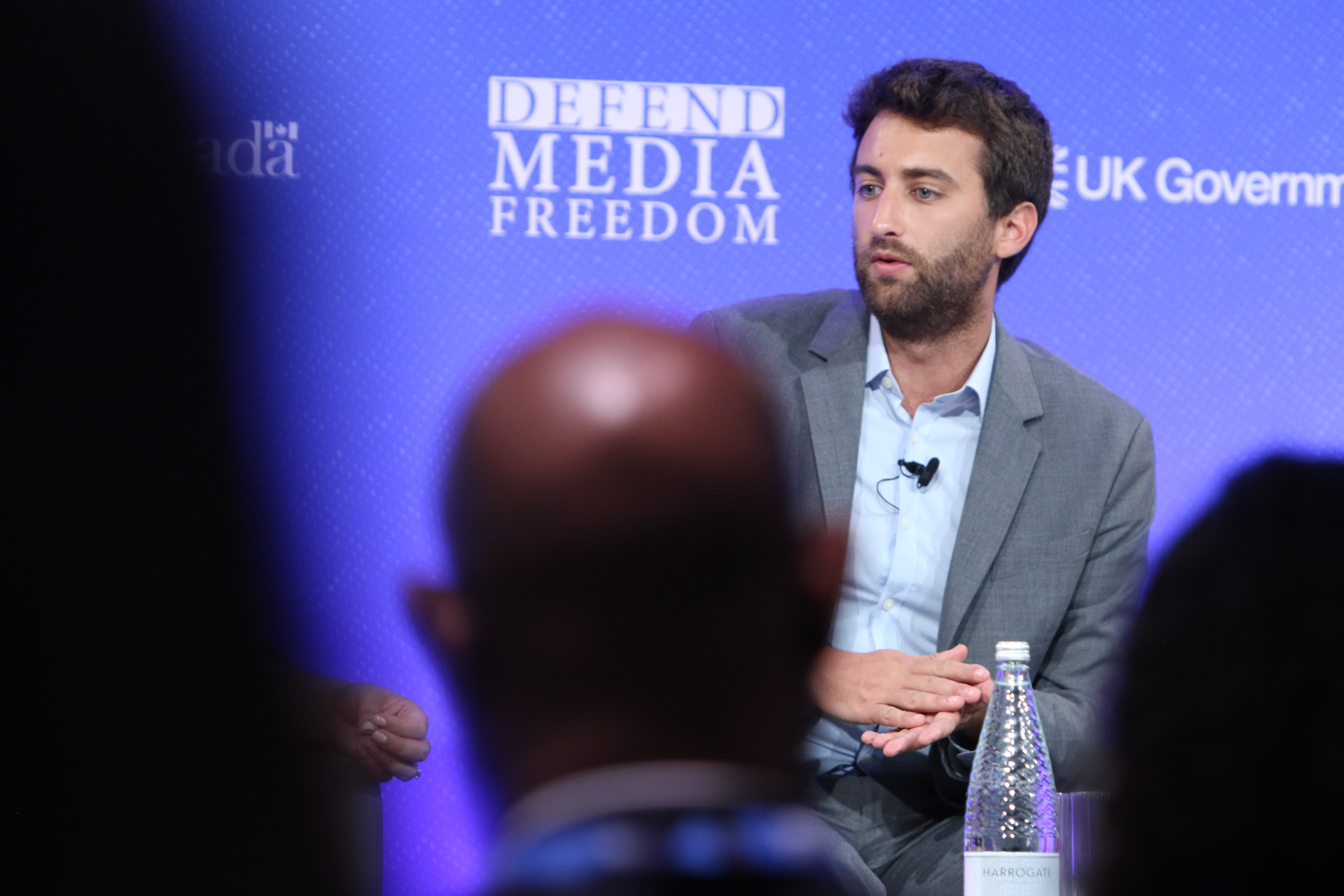
Matthew Caruana, journaliste et fils de Daphne, à la Conférence mondiale 2019 pour la liberté des médias à Londres.

De nombreux hommages à titre posthume sont rendus à Daphne Caruana Galizia. Le Parlement européen crée le prix Daphne Caruana Galizia pour le journalisme et pour la première édition en 2021, le prix est attribué au réseau de médias Forbidden Stories pour son enquête sur le logiciel espion israélien Pegasus.

### Livre
Un livre, intitulé Invicta: The Life and Work of Daphne Caruana Galizia, a été publié par The Pertinent Press (Oxford).